# 山本昌子
山本 昌子（やまもと まさこ、1993年4月1日 - ）は、日本の学校講師、講演、社会活動家。東京都板橋区出身。任意団体ACHAプロジェクト代表。
2019年5月株式会社Centurio Groupソーシャルコントリビューション顧問就任。
児童養護施設情報発信YouTube番組THREEFLAGS-希望の狼煙（きぼうののろし）メンバー。

## 略歴
両親のネグレクト（育児放棄）が原因で生後4か月で保護され、乳児院、児童養護施設、自立援助ホームで19歳まで育つ。17歳の児童養護施設卒園時に女性自身に生い立ちが掲載される。
18歳から19歳までの1年間で学費を100万円を貯め上智社会福祉専門学校へ進学し保育士資格を取得。18歳から児童相談所などでの講演活動を始める。
2016年3月22歳の時に、保育の専門学校の先輩から振袖を全額負担で着せてもらったことをきっかけに、振袖事業ボランティア団体ACHAプロジェクトの活動を開始。男性には袴の貸し出しを行っている。七五三、大学や専門学校の卒業式の袴の貸し出し、ウェディングドレス、パーティードレスの貸し出しも行っている。
2019年10月25歳の時に、当事者活動を一緒に行っていた西坂來人、ブローハン聡と一緒に児童養護施設情報発信YouTube番組THREEFLAGS-希望の狼煙-の活動を開始。
2020年8月にコロナで児童養護施設の仲間達が孤立している現状をきっかけに居場所事業「まこHOUSE」を開始。全国の児童養護施設、里親出身、虐待された経験のある仲間達、全国450名と繋がるオンライン居場所も同時に行う。食品、洋服支援も行う。
2021年7月19日、厚生労働省にて《虐待から逃れた子どもの心のケアの義務化・拡充》を求める47,403人分の署名と提言書を厚生労働大臣宛に提出。

## 書物
- 日本の児童養護施設と東南アジアの孤児院　株式会社医学と看護社　2017年7月15日　著者館野雄貴
- 新・子ども家庭福祉-私たちは子どもに何ができるか-　浦田雅夫編著　教育情報出版　2020年11月1日
- 児童養護施設施設長殺害事件　大藪謙介・間野まりえ著者　中公新書ラクレ　2021年10月10日[11]

## 受賞
- 第10回きずなづくり大賞2016:　東京新聞賞　(2017年)[12]
- きものやまと年末年始着姿フォトコンテスト:　特選入賞　(2017年)
- 第13回若者力大賞:　ユースリーダー賞　(2022年)[13]